# 所有复合词
所有复合词（英語：bahuvrihi，羅馬化：bahuvrīhi，直译：拥有许多大米，原指肥沃的土地，后指富裕或良好的品质）是一种通过指明某种特征或性质来表示指代物的复合词。所有复合词为离心结构，故而它并非其中心词的下位词。例如，（剑齿虎）既不是 （佩剑）也不是 （牙齿），而是一种拥有佩剑形牙齿的猫科动物。
在梵语的所有复合词中，复合词的最后一个成分是名词——更严格地讲，是一个名词词干——而整个复合词则是一个形容词。在吠陀梵语中，吠陀重音常常位于第一个组成部分上，（如限定复合词 “国王之子”；而所有复合词“有当国王的儿子”（字面意义为“国王-儿子”），其阳性为 “国王之父”,阴性为 “国王之母”），但是一些非名词性前缀除外，例如表示“没有、非”的前缀 a。 这个词本身也是上述的例外之一。
在英语中，所有形容词可以被轻易辨认；其最后一个成分通常是名词，而整个复合词则是一个名词或形容词。其重音落在第一个成分上。英语的所有复合词通常用借代来形容人：（平底足，字面为“平的”+“足”）、（笨蛋，字面为“一半”+“机智”）、（高雅的，字面为“高的”+“额头”）、（恶棍，字面为“低的”+“生活”）、（红发者，字面为“红色”+“头发”）、（新手、新来者，字面为“嫩的”+“足”）、（白领，字面为“白的”+“衣领”）。
在字典和其他参考作品中，缩略词 "Bhvr." 有时用于代表所有复合词。

## 例词

### 英语
- ""，千鸟格：字面上由 ""（猎犬）+ "s"（表示所属）+ ""（牙齿）构成
- ""，上层社会成员，通常是财富继承人，即“老钱”：字面上由 ""（老的、旧的）+ ""（金钱）构成
- ""，过分博学的女性（含贬义）：字面上由 ""（蓝色的）+ ""（穿着袜子的）构成
- "" 和 ""，白领工人和蓝领工人，字面上由 ""/""（白色的/蓝色的）+ ""（衣领）组成

### 其他语言
- 和 （直译为霜之鬃毛和光之鬃毛，音译为赫利姆法克西和斯基法克西；北欧神话中的两匹马）是古诺斯语中所有形容词的两个范例。
- ，阿契美尼斯